# Ондржей Немець
Ондржей Немець (чеськ. Ondřej Němec; 18 квітня 1984, м. Тршебич, ЧССР) — чеський хокеїст, захисник. Виступає за ЦСКА (Москва) у Континентальній хокейній лізі.
Вихованець хокейної школи ХК «Всетін». Виступав за ХК «Всетін», ХК «Горацка Славія» (Тршебич), «Вілкс-Барре/Скрентон Пінгвінс» (АХЛ), ХК «Карлові Вари», «Сєвєрсталь» (Череповець), «Лев» (Прага), «Атлант» (Митищі).
В чемпіонатах Чехії — 426 матчів (37+76), у плей-оф — 52 матчі (11+12).
У складі національної збірної Чехії учасник чемпіонатів світу 2009, 2010, 2011, 2012, 2014 і 2015 (48 матчів, 5+12). У складі молодіжної збірної Чехії учасник чемпіонату світу 2004. У складі юніорської збірної Чехії учасник чемпіонату світу 2002.
Досягнення
- Чемпіон світу (2010), бронзовий призер (2011, 2012)
- Чемпіон Чехії (2009), срібний призер (2008).